# Akiko Sudo
Akiko Sudo (須藤 安紀子 Sudō Akiko?), född 7 april 1984, är en japansk tidigare fotbollsspelare.
Akiko Sudo spelade 15 landskamper för det japanska landslaget. Hon deltog bland annat i fotbolls-VM 2003.